# Etiopiens Davis Cup-lag
Etiopiens Davis Cup-lag styrs av etiopiska tennisförbundet och representerar Etiopien i tennisturneringen Davis Cup, tidigare International Lawn Tennis Challenge. Etiopien debuterade i sammanhanget 1995.